# Санта-Катаріна (Сантьягу, муніципалітет)
Санта-Катаріна (порт. Santa Catarina) — один з 22 муніципалітетів Кабо-Верде. Розташований на острові Сантьягу.
Населення становить 45 123 осіб (2015). Площа муніципалітету — 242,6.

## Адміністративний поділ
До муніципалітету належить одна парафія (фрегезія): Санта-Катаріна.

## Населення
Згідно із переписом населення 2010 року населення муніципалітету становило 43 297 осіб. За оцінкою 2015 року — 45 123.
У минулому динаміка зміни чисельності населення виглядала так:
| Рік  | Населення |
| ---- | --------- |
| 1940 | 26 848    |
| 1950 | 19 428    |
| 1960 | 30 207    |
| 1970 | 41 462    |
| 1980 | 41 012    |
| 1990 | 41 584    |
| 2000 | 50 024    |
| 2018 | 46 335    |
| 2017 | 45 920    |